# UB-92号潜艇
陛下之UB-92号艇是德意志帝国海军于第一次世界大战期间建造的其中一艘UB-III型近岸潜艇或称U艇。它由汉堡的伏尔铿船厂承建，于1918年3月25日新船下水，至同年4月27日交付使用。其全长55.52米，水面及水下排水量分别为510吨和640吨，艇载武器则包括五具500毫米鱼雷发射管以及一门105毫米口径甲板炮。UB-92号入役后曾被部署至第二区舰队，并参与了大西洋潜艇战。在两次巡逻期间，该艇合共击沉8艘协约国或中立国商船，容积总吨累计为17189吨。战后，根据对德停战协定的要求，UB-92号于1918年11月21日被引渡至英国哈维奇正式向协约国投降，至1919－1920年间在博內斯拆解报废。

## 设计
UB-92号是汉堡伏尔铿船厂承建的UB-III型第三批次（UB-88至UB-102号）的五号艇，由德意志帝国海军潜艇监察局于1917年2月6日订购，至1918年3月25日下水。其全长55.52米，舷宽5.76米。艇体采用双壳体结构，水面及水下排水量分别为510吨和640吨，浮起时的吃水深度为3.73米。由于无需像UC-II型艇那样提供水雷布设装置，设计工程师对潜艇舷弧进行了优化，增大了司令塔体积，配备两具潜望镜，司令塔与控制室之间增加一道水密舱壁。这些改进显著提高了潜艇的水下机动性和生存力。为了达到更高的航速，UB-92号采用两台猛狮-伏尔铿六缸四冲程550匹公制馬力（405千瓦特）柴油机用于水面运行，以及两台394匹公制馬力（290千瓦特）的西门子-舒克特电动发电机用于水下航行；水面最高航速13節（24每小時），水下7.4節（13.7每小時）；能够在水面以6節（11每小時）航速续航7,120海里（13,190），或以4節（7.4每小時）连续在水下航行55海里（102）而无需充电。
UB-92号的主武器为五具500毫米艇艏鱼雷发射管，其中艇艏四具采用层叠式布局分居两侧、艇艉一具，并可搭载合共10枚G6型鱼雷。辅助武器则是一门105毫米45倍径速射炮。其标准船员编制为3名军官加31名水兵。

## 服役历史
1918年4月27日，UB-92号在首度担任艇长的海军预备役上尉弗朗茨·科拉波尔的指挥下正式入役，随即展开海试。完成海试后，海军中尉约翰内斯·保罗·穆勒于同年7月1日接任艇长，他率艇于7月12日被编入北海战区的第二潜艇区舰队，并参与了大西洋潜艇战。在两次巡逻期间，该艇合共击沉8艘协约国或中立国商船，容积总吨累计为17189吨。
UB-92号于8月前往圣乔治海峡展开破交战，首先是在8月20日于巴德西岛西南偏西约34海里（63）处击沉了注册吨位为3595吨的英国煤船博尔顿霍尔号（Boltonhall）。一天后，它又在同一片海域将1936总吨、正空载行驶的英国轮船博斯科恩号（Boscawen）送入海底。翌日，1352总吨的英国轮船帕尔梅拉号（Palmella）在南栈灯塔西北偏西约25海里（46）处遭穆勒发射的鱼雷击沉。当时它正从利物浦前往里斯本，事件共造成28人罹难。被UB-92号击沉的最大型船舶是3771总吨的英国货轮维伦特号（Virent），它在从卡塔赫纳运送铁矿前往格拉斯哥途中，于8月24日在斯莫斯西南约38海里（70）处遇难。第二天，穆勒率艇在特里沃斯角对开约2.5海里（4.6）处将同样搭载着铁矿的西班牙货轮卡拉萨号（Carasa，2099总吨）送入海底，完成了是次巡逻的最后一击。
1918年10月，穆勒率UB-92号第二度前往圣乔治海峡巡逻，并于10月17日在科斯沃尔角西北偏西约9.5海里（17.6）处取得首个战功，击沉了容积总吨为2865吨、正空载航行的英国轮船邦威尔斯顿号（Bonvilston）。一天后，1460总吨的英国轮船工业号（Industry）也在斯特兰福德灯浮标附近遭穆勒击沉。UB-92号服役生涯的最后一个猎物是111总吨、载有高岭土货物的英国帆船埃米莉·米林顿号（Emily Millington），后者于10月20日在主教岩东北偏北约13海里（24）处遭UB-92号截停并登船装药炸沉。
战后，根据对德停战协定的要求，UB-92号于1918年11月21日被引渡至英国哈维奇正式向协约国投降，至1919－1920年间最终在博內斯拆解报废。

## 袭击历史摘要
| 日期           | 船名            | 船籍   | 吨位 | 结局 |
| -------------- | --------------- | ------ | ---- | ---- |
| 1918年8月20日  | 博尔顿霍尔号    | 英国   | 3595 | 击沉 |
| 1918年8月21日  | 博斯科恩号      | 英国   | 1936 | 击沉 |
| 1918年8月22日  | 帕尔梅拉号      | 英国   | 1352 | 击沉 |
| 1918年8月24日  | 维伦特号        | 英国   | 3771 | 击沉 |
| 1918年8月25日  | 卡拉萨号        | 西班牙 | 2099 | 击沉 |
| 1918年10月17日 | 邦威尔斯顿号    | 英国   | 2865 | 击沉 |
| 1918年10月18日 | 工业号          | 英国   | 1460 | 击沉 |
| 1918年10月20日 | 埃米莉·米林顿号 | 英国   | 111  | 击沉 |

## 脚注
1. ↑  Rössler，第61頁.
2. 1 2  Helgason, Guðmundur. . German and Austrian U-boats of World War I - Kaiserliche Marine - Uboat.net.   [2022-05-19].
3. 1 2 3 4  Gröner 1991，第25-30頁.
4. 1 2  Helgason, Guðmundur. . German and Austrian U-boats of World War I - Kaiserliche Marine - Uboat.net.   [2015-02-08].
5. ↑  Helgason, Guðmundur. . German and Austrian U-boats of World War I - Kaiserliche Marine - Uboat.net.   [2015-02-08].
6. ↑  陈进，第239頁.
7. 1 2  Helgason, Guðmundur. . German and Austrian U-boats of World War I - Kaiserliche Marine - Uboat.net.   [2015-02-08].
8. ↑  Helgason, Guðmundur. . German and Austrian U-boats of World War I - Kaiserliche Marine - Uboat.net.   [2022-05-27].
9. ↑  Helgason, Guðmundur. . German and Austrian U-boats of World War I - Kaiserliche Marine - Uboat.net.   [2022-05-27].
10. ↑  Helgason, Guðmundur. . German and Austrian U-boats of World War I - Kaiserliche Marine - Uboat.net.   [2022-05-27].
11. ↑  Helgason, Guðmundur. . German and Austrian U-boats of World War I - Kaiserliche Marine - Uboat.net.   [2022-05-27].
12. ↑  Helgason, Guðmundur. . German and Austrian U-boats of World War I - Kaiserliche Marine - Uboat.net.   [2022-05-27].
13. ↑  Helgason, Guðmundur. . German and Austrian U-boats of World War I - Kaiserliche Marine - Uboat.net.   [2022-05-27].
14. ↑  Helgason, Guðmundur. . German and Austrian U-boats of World War I - Kaiserliche Marine - Uboat.net.   [2022-05-27].
15. ↑  Helgason, Guðmundur. . German and Austrian U-boats of World War I - Kaiserliche Marine - Uboat.net.   [2022-05-27].